# رودريغو ألونسو
رودريغو ألونسو (بالإسبانية: Rodrigo Alonso)‏ (11 فبراير 1982 بهرلينغام، بوينس آيرس في الأرجنتين - ) هو لاعب كرة قدم أرجنتيني في مركز الدفاع. لعب مع أتلتيكو أتلانتا.

## وصلات خارجية
- رودريغو ألونسو على موقع قاعدة بيانات كرة القدم.إي يو (الإنجليزية)
- رودريغو ألونسو على موقع Soccerway.com (الإنجليزية)
- رودريغو ألونسو على موقع عالم كرة القدم.نت (الإنجليزية)